# Filipstad
För andra betydelser, se Filipstad (olika betydelser).

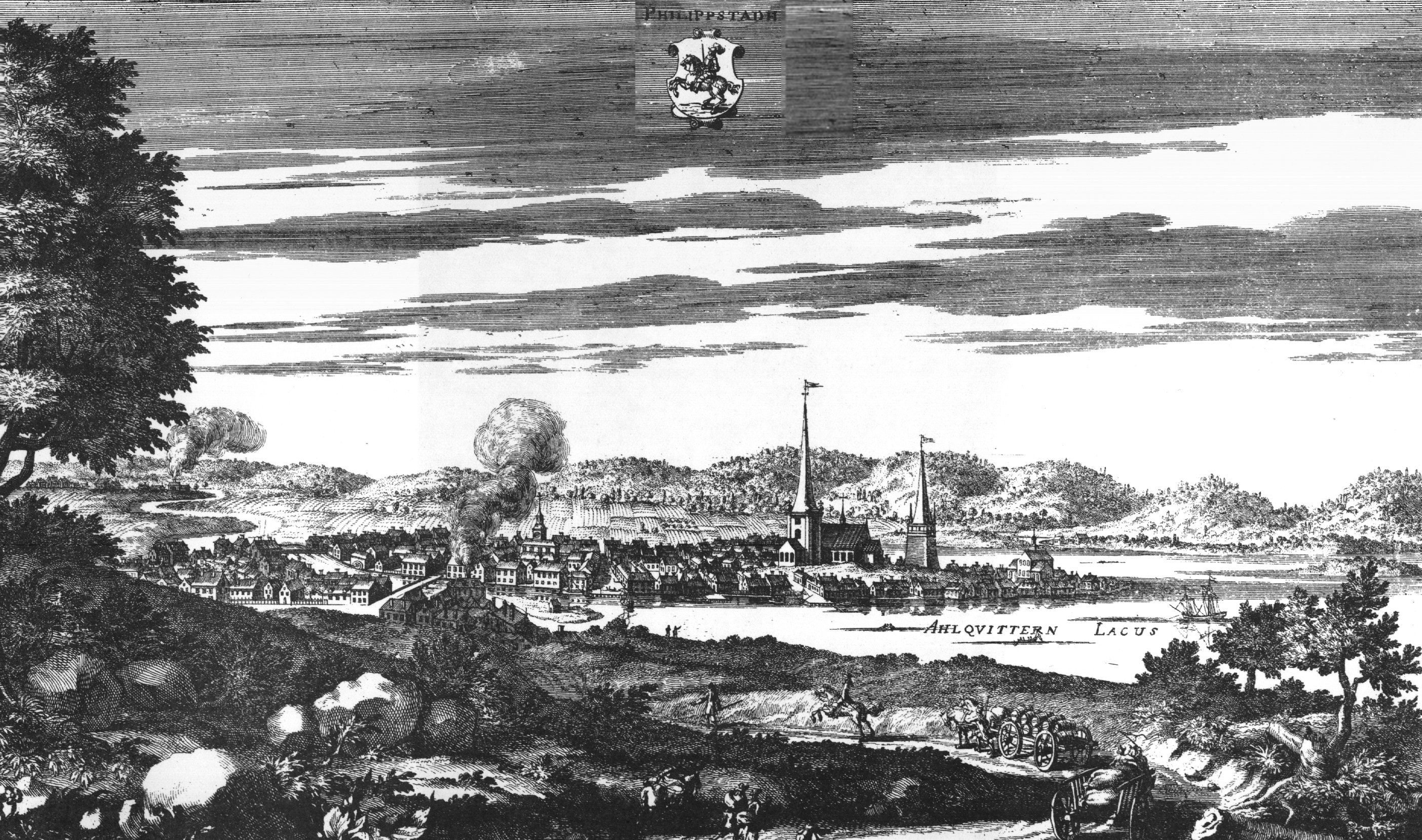
Filipstad i Svecia Antiqua et Hodierna

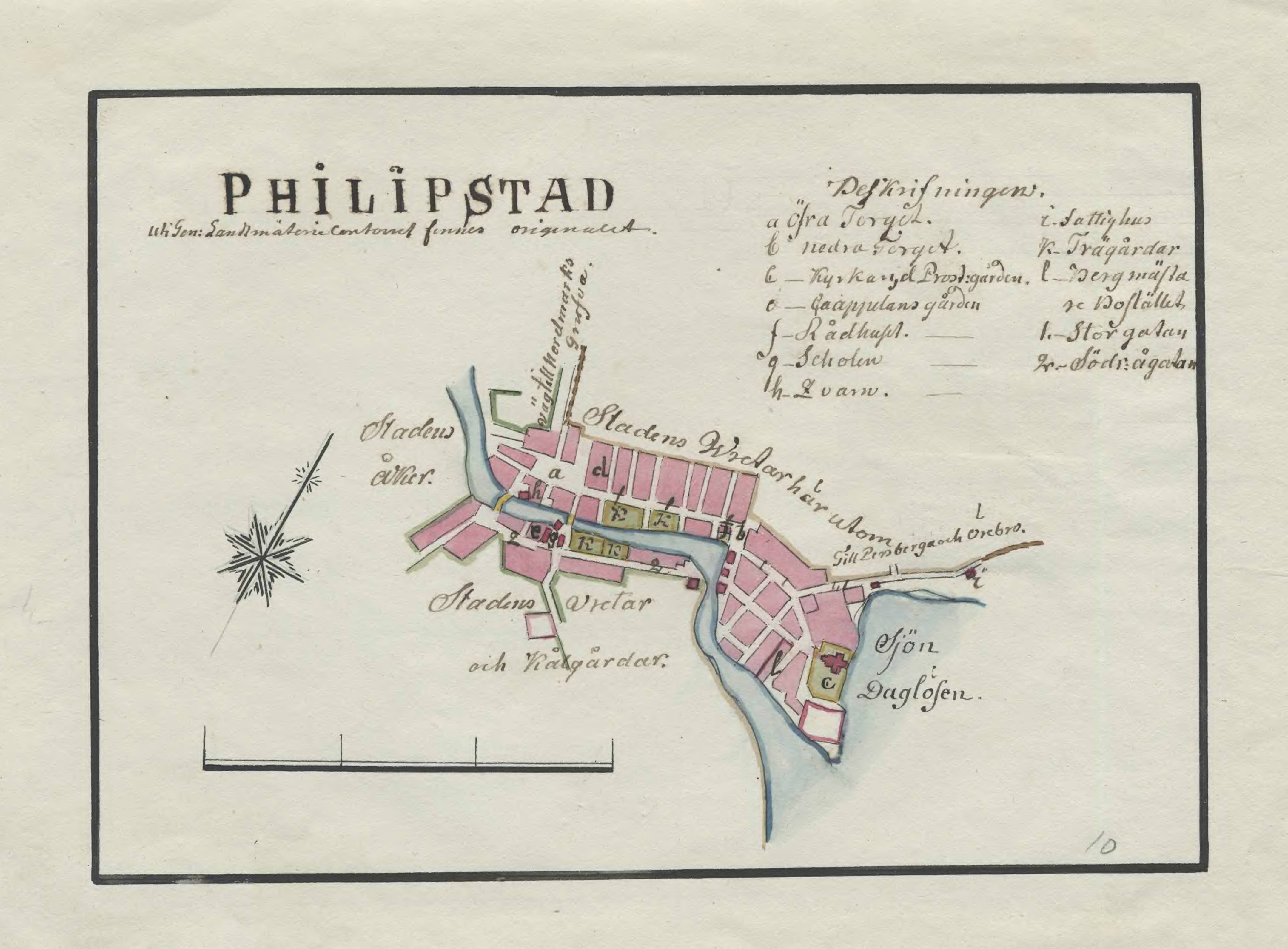
Karta över Filipstad från 1790-talet

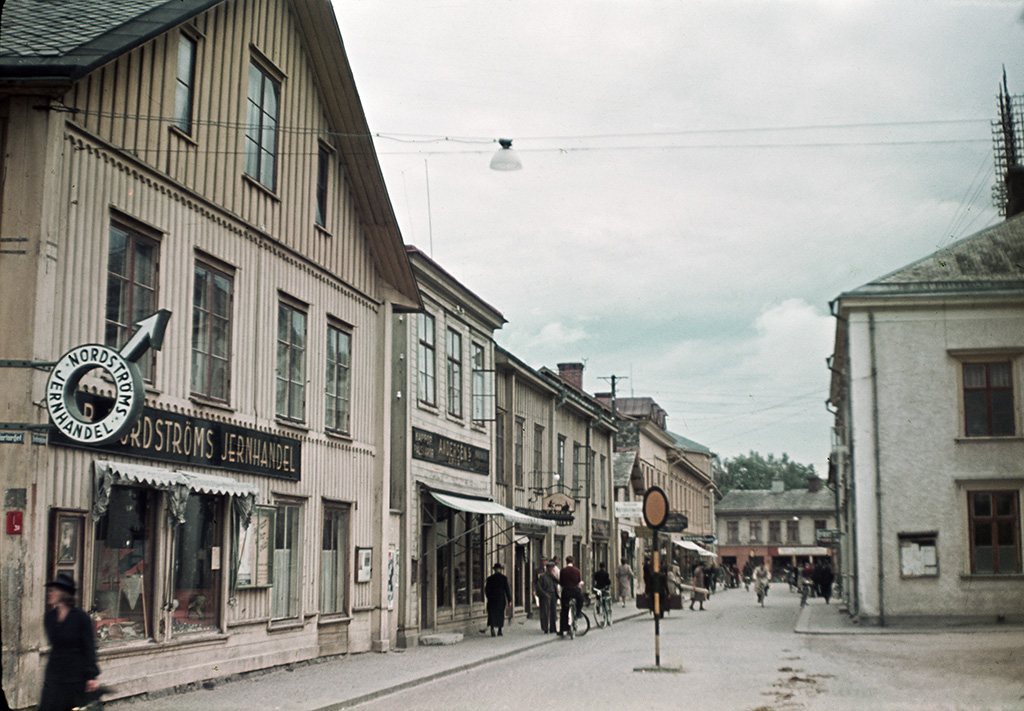
Drottninggatan i Filipstad. Bilden är tagen 1943.

Filipstad är en tätort i Filipstads distrikt i östra Värmland. Den är centralort i Filipstads kommun, Värmlands län och ligger i den nordöstra landskapsdelen, norr om Kristinehamn och Karlskoga samt nordost om residensstaden Karlstad. Tätorten hade 6 248 invånare år 2020.
Filipstad, som tilldelades stadsprivilegier år 1611, har flera kulturhistoriskt intressanta byggnader och en historia som starkt påverkats av bruksnäringen. Under 1900-talet har orten upplevt en stagnation i befolkningstillväxten, en trend som har fortsatt in i 2000-talet.
Filipstad ligger i en dalgång mellan sjöarna Lersjön och Daglösen. Mellan dessa rinner Skillerälven, som slingrar sig genom centrum, och förbi Nils Ferlin-statyn vid Stora torget. 

## Historia
Filipstad fick sina stadsprivilegier 6 april 1611 och är i och med det Värmlands tredje äldsta stad, endast Karlstad och Kristinehamn är äldre. Staden är uppkallad efter prins Karl Filip som var son till Karl IX och bror till Gustav II Adolf.
Ända sedan 1300-talet finns tradition inom järn och gruvhantering, vilket är anledningen till att området befolkades. I området fanns stora naturrikedomar och när gruvindustrin fick ett uppsving på 1700-talet växte Filipstad fram. År 1694 förlorades stadsprivilegierna efter en brand och dessa fick man inte tillbaka förrän år 1835. 1720–1835 var Filipstad köping. 7 maj 1775 drabbades staden av en storbrand som bland annat lade stadens träkyrka i aska och många boenden genom vindens försorg utanför eldområdet också drabbades genom gnistorna. Stadens högste domare kallades justitiarie (ämbetet justitiariat) och domstolen stadsrätt, men 1836 ändrades detta till borgmästare, magistrat respektive rådhusrätt. Efter det växte staden i rask takt bland annat tack vare att flera företag och institutioner växte fram.
Lasarettet grundades redan 1773, och så tidigt som 1887 fick staden ett elektricitetsverk och 1896 vattenledning. Filipstads stadshotell uppfördes 1869–1870 och revs 1976. Förutom folkskola fanns ett läroverk, från 1956 benämnt Filipstads högre allmänna läroverk, som 1912 erhöll en ny byggnad. Redan 1830 grundades Filipstads Bergsskola genom anslag från Jernkontoret och staten, en skola som finns kvar än idag. 1926 byggdes ett ålderdomshem, och Kalhytter herrgård utanför staden inköpes 1923 till barnhem. Ett stadsbibliotek inrymdes 1924 i det nyuppförda församlingshemmet.
Staden var känd som en kur- och brunnsort under senare delen av 1800-talet genom Kalhytte Brunn, som fortfarande finns kvar än idag och som inte fryser igen på vintern.
År 1904 är ett viktigt årtal i Filipstads historia. Då startades ett bageri, som senare fick namnet Wasabröd och som är världens största knäckebrödsfabrik. Fabriken har alltid haft och har än i dag en stor betydelse för staden, då den är Filipstads största arbetsgivare. Många menar att Wasas betydelse har varit för stor, vilket lett till att man inte satsat på näringslivet i övrigt.
OLW, som är ett stort bolag inom snacksbranschen, är beläget i Filipstad sedan år 1968.
Oxhälja är en marknad med anor från 1600-talet och går av stapeln den första helgen i september varje år. Varje år besöker uppemot 150 000 människor Oxhälja.

### Administrativa tillhörigheter
Filipstads stad bildades 1611 genom en utbrytning ur Färnebo socken och ombildades vid kommunreformen 1862 till en stadskommun.  1971 uppgick Filipstads stad i Filipstads kommun och orten är sedan dess centralort i kommunen.
Filipstad har hört och hör till Filipstads församling.
Orten ingick till 1945 i domkretsen för Filipstads rådhusrätt, för att därefter till 1971 ingå i Östersysslets tingslag. Från 1971 till 2005 ingick Filipstad i Kristinehamns domsaga för att från 2005 ingå i Värmlands domsaga.

### Befolkningsutveckling
| Befolkningsutvecklingen i Filipstad 1960–2020 | Befolkningsutvecklingen i Filipstad 1960–2020 | Befolkningsutvecklingen i Filipstad 1960–2020 | Befolkningsutvecklingen i Filipstad 1960–2020 | Befolkningsutvecklingen i Filipstad 1960–2020 |
| --------------------------------------------- | --------------------------------------------- | --------------------------------------------- | --------------------------------------------- | --------------------------------------------- |
|                                               |                                               |                                               |                                               |                                               |
| År                                            |                                               |                                               | Folkmängd                                     | Areal (ha)                                    |
| 1960                                          | 1960                                          |                                               | 7 258                                         |                                               |
| 1965                                          | 1965                                          |                                               | 7 362                                         |                                               |
| 1970                                          | 1970                                          |                                               | 7 420                                         |                                               |
| 1975                                          | 1975                                          |                                               | 7 835                                         |                                               |
| 1980                                          | 1980                                          |                                               | 7 620                                         |                                               |
| 1990                                          | 1990                                          |                                               | 7 098                                         | 638                                           |
| 1995                                          | 1995                                          |                                               | 6 951                                         | 650                                           |
| 2000                                          | 2000                                          |                                               | 6 307                                         | 650                                           |
| 2005                                          | 2005                                          |                                               | 6 177                                         | 654                                           |
| 2010                                          | 2010                                          |                                               | 6 022                                         | 651                                           |
| 2015                                          | 2015                                          |                                               | 6 119                                         | 592                                           |
| 2020                                          | 2020                                          |                                               | 6 248                                         | 597                                           |
|                                               |                                               |                                               |                                               |                                               |

## Näringsliv
I Filipstads industriområde återfinns Wasabröd, Ballograf och OLW. Wasabröd ingår i Barilla och bageriet i Filipstad sysselsätter 440 personer. Ballograf flyttade all sin tillverkning till Filipstad 2020 efter att ha köpt Rosinco, ett bolag som går tillbaka till Filipstads välkända bläcktillverkare Rosendahls.

### Bankväsende
Filipstads sparbank grundades 1823. Den uppgick 1976 i Länssparbanken Värmland, som senare blev en del av Swedbank.
Wermlands enskilda bank hade ett kontor i Filipstad från dess grundande 1833. Kristinehamns enskilda bank hade också ett kontor i Filipstad från dess start 1866. År 1902 grundades Filipstads bank. År 1914 övertogs denna bank av Sydsvenska kreditaktiebolaget. År 1936 överlät dåvarande Skånska banken kontoret till Svenska Handelsbanken.
Nordea stängde kontoret i Filipstad hösten 2016. Den 30 juni 2017 stängde även Swedbank. Hösten 2021 stängde även Handelsbanken, som hade Filipstads sista bankkontor.

## Kända personer från Filipstad
- Nils Ferlin, uppväxt i Filipstad.[22]

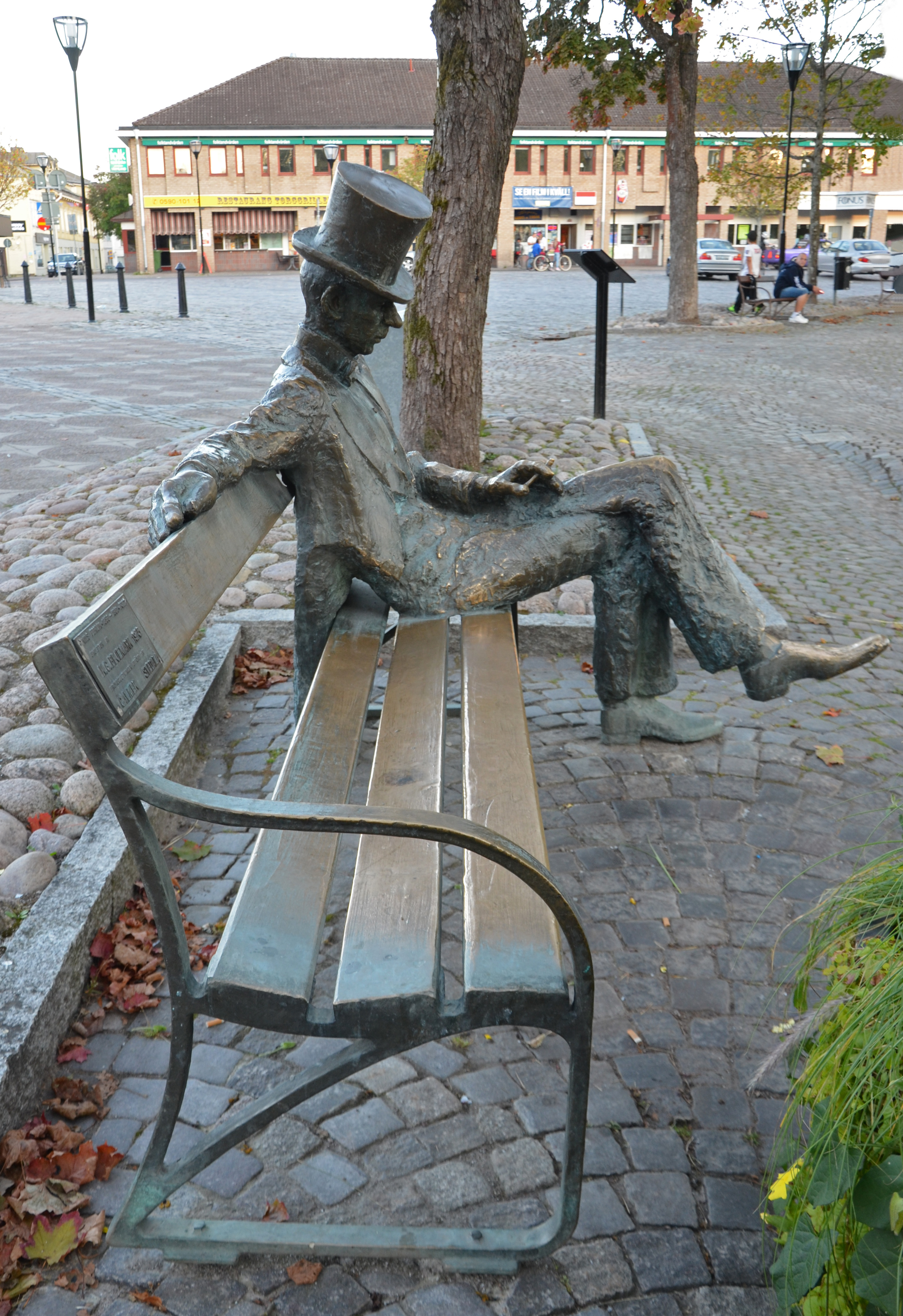
Karl Göte Bejemarks staty över Nils Ferlin på Stora Torget.

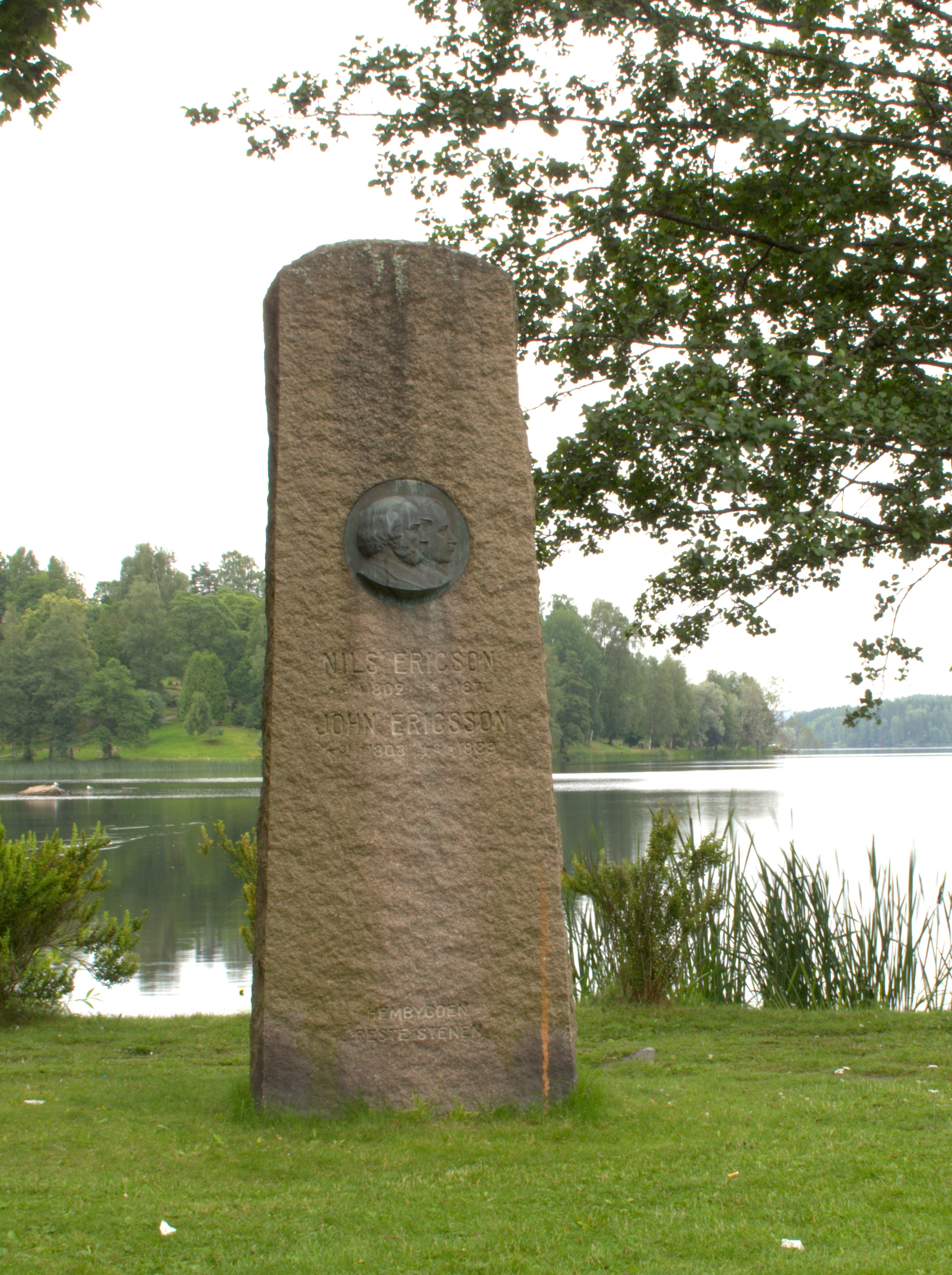
Minnessten över Nils och John Ericsson i Filipstad.

- John Ericsson, begravd i Filipstad.[22]
- Jonny Nilsson, uppväxt och verksam i Filipstad.[22]
- Magnus Norman, uppväxt och verksam i Filipstad.[22]
- Johan Wallner, uppväxt i Filipstad.[22]
- Kerstin Sundh, uppväxt i Filipstad.[22]
- Rolf Carlsson, född och uppväxt i Filipstad.[22]
- Frans Adolf von Schéele, verksam i Filipstad.[22]
- Rasmus Asplund, uppväxt i Filipstad.[22]
- Karin Johannesson, biskop av Uppsala